# Громадка (гміна)
Гміна Громадка (пол. Gmina Gromadka) — сільська гміна у південно-західній Польщі. Належить до Болеславецького повіту Нижньосілезького воєводства.
Станом на 31 грудня 2011 у гміні проживало 5491 особа.

## Площа
Згідно з даними за 2007 рік площа гміни становила 267.29 км², у тому числі:
- орні землі: 20.00%
- ліси: 68.00%

Таким чином, площа гміни становить 20.51% площі повіту.

## Населення
Станом на 31 грудня 2011:
| Опис     | Загалом | Загалом | Чоловіки | Чоловіки | Жінки | Жінки |
| -------- | ------- | ------- | -------- | -------- | ----- | ----- |
| одиниця  | осіб    | %       | осіб     | %        | осіб  | %     |
| все      | 5491    | 100     | 2742     | 49.94    | 2749  | 50.06 |
| міське   | 0       | 100     | 0        |          | 0     |       |
| сільське | 5491    | 100     | 2742     | 49.94    | 2749  | 50.06 |

## Сусідні гміни
Гміна Громадка межує з такими гмінами: Болеславець, Хоцянув, Хойнув, Пшемкув, Шпротава, Варта-Болеславецька.